# Frédéric Richaud
Pour les articles homonymes, voir Richaud.
Frédéric Richaud, né en 1966 à Aubignan, est un romancier et un scénariste français de bande dessinée.

## Biographie
Fils d'un père artiste-peintre et d'une mère pianiste, Frédéric Richaud est né à Aubignan  dans le département de Vaucluse  en 1966. Il effectue une partie de sa scolarité au lycée Saint-Joseph de Carpentras. Après des études de lettres à Avignon puis à Montpellier, il s'installe à Paris, où il se consacre à l'écriture de romans, de biographies et de scénarios de bandes dessinées.

## Œuvres
Biographies et essais
- Luc Dietrich (ouvrage collectif dirigé par Frédéric Richaud), éditions Le temps qu’il fait, 1998[1].
- René Daumal, l'archange (en association avec Jean-Philippe de Tonnac), Grasset, 1998.
- Boris Vian : c'est joli de vivre (livre-album), éditions du Chêne, 1999.
- Luc Dietrich (biographie), Grasset, 2011. Prix Alfred-Verdaguer de l'Institut de France sur proposition de l'Académie française.
- Le coiffeur de Marie-Antoinette et autres oubliés de l'Histoire (biographies), aux éditions du Cherche Midi, 2016.  (ISBN 9782749148830)
- Voir Gandhi, l'extraordinaire périple de Lanza del Vasto, Grasset, 2018.

Nouvelle
- Le Val clos, éditions Éolienne, 2010.

Romans
- Monsieur le Jardinier, Grasset, 1999. Roman autour de Jean-Baptiste de La Quintinie.
- La passe au diable, Grasset, 1999.
- La Ménagerie de Versailles, Grasset, 2007.
- Jean-Jacques, Grasset, 2008. Roman autour de Jean-Jacques Rousseau.
- Monstres, aux Editions Julliard, 2022. Roman autour de Catherine Bellier.

Scénarios de bandes dessinées
- Le maître de peinture (en collaboration avec Michel Faure et Makyo), éditions Glénat, tome 1, 2003 ; tome 2, 2004 ; tome 3, 2005. BD dans le cadre de la Pologne des années 1920.
- Le Peuple des endormis, éditions Dupuis, tome 1, 2006 ; tome 2, 2007. Adaptation de son roman La Ménagerie de Versailles en association avec l'illustrateur Didier Tronchet.
- Jean Jacques, éditions Delcourt, 2009. Adaptation de son roman en association avec Makyo et Bruno Rocco.
- La Prison, tome 12 de la série Destins orchestrée par Frank Giroud, avec Eugenio Sicomoro, éditions Glénat, 2011.
- La Bataille, adaptation du roman de Patrick Rambaud avec Ivan Gil, éditions Dupuis, tome 1, 2012 ; tome 2, 2013, tome 3, 2014. Prix Historia 2014 de la meilleure bande dessinée historique.
- Le Complot de Ferney-Voltaire, éditions Glénat, 2012, avec Makyo et Didier Pagot.
- Bérézina, adaptation du roman Il Neigeait de Patrick Rambaud, avec Ivan Gil, éditions Dupuis, tome 1, 2016, tome 2, 2017, tome 3, 2018.
- L'Envers des nuages, avec Rafael Ortiz, éditions Glénat, 2018.
- La Montagne invisible, avec Leomacs et Makyo, éditions Delcourt, tome 1, 2018, tome 2, 2020.